# FC Penafiel
Futebol Clube Penafiel is een Portugese voetbalclub uit Penafiel. De club werd opgericht in 1951. De thuiswedstrijden worden in het Estádio Municipal 25 de Abril gespeeld, dat plaats biedt aan zevenduizend toeschouwers. De clubkleuren zijn rood en zwart. In 2009 promoveerde de club naar de Liga de Honra. In het seizoen 2014/15 was FC Penafiel één jaar actief in de Primeira Liga echter werd een 18e plaats behaald en degradeerde de club direct naar het tweede niveau. Waar het sindsdien actief is.

## Eindklasseringen
| 7 |

| 11 |

| 8 |

| 11 |

| 8 |

| 12 |

| 10 |

| 14 |

| 5 |

| 15 |

| 14 |

| 10 |

| 6 |

| 4 |

| 1 |

| 10 |

| 13 |

| 1 |

| 13 |

| 10 |

| 15 |

| 2 |

| 10 |

| 15 |

| 15 |

| 15 |

| 17 |

| 14 |

| 15 |

| 10 |

| 6 |

| 5 |

| 5 |

| 9 |

| 6 |

| 5 |

| 14 |

| 14 |

| 3 |

| 11 |

| 18 |

| 8 |

| 15 |

| 1 |

| 7 |

| 12 |

| 8 |

| 9 |

| 3 |

| 18 |

| 12 |

| 5 |

| 5 |

| 8 |

| 14 |

| 7 |

| 7 |

| 12 |

| 13 |

| 11 |

| Primeira Liga | Liga Portugal 2 | Segunda Divisão B |

Tot 1999 stond de Primeira Liga bekend als de Primeira Divisão. De Segunda Liga kende in de loop der tijd meerdere namen en heet sinds 2020/21 Liga Portugal 2.

## Bekende (oud-)spelers
- Luís Castro
- Sérgio Conceição
- Diego Costa
- Ljubinko Drulović
- Abel Ferreira
- António Folha
- Rolf Landerl
- Edgar Marcelino
- Paulo Oliveira
- Weligton Oliveira
- Josué Pesqueira
- Héctor Quiñones